# Opium des Volkes
Religion als „das Opium des Volkes“ ist eine Aussage von Karl Marx. Das Zitat stammt aus der um die Jahreswende 1843/44 verfassten Einleitung zu seiner Schrift Zur Kritik der Hegelschen Rechtsphilosophie. Diese Einleitung veröffentlichte er 1844 in der zusammen mit Arnold Ruge herausgegebenen Zeitschrift Deutsch-Französische Jahrbücher. Der Führer der russischen Bolschewisten, Wladimir Lenin, wandelte das Zitat zu „Religion ist Opium für das Volk“ um: Damit veränderte er das Zitat zu einer Anschuldigung gegen die Kirche, die – so Lenin – das Volk einlulle.

## Marx’ Religionskritik
Karl Marx schloss sich in seiner Religionskritik zunächst Ludwig Feuerbach an, wie er am 10. Mai 1842 in der Rheinischen Zeitung über die christlichen Landtagsabgeordneten aus dem Ritterstande schrieb:

„Weil ferner die wirkliche Stellung dieser Herren im modernen Staate keineswegs dem Begriff entspricht, den sie von ihrer Stellung haben, weil sie in einer Welt leben, die jenseits der wirklichen liegt, weil also die Einbildungskraft ihr Herz und ihr Kopf ist, so greifen sie, in der Praxis unbefriedigt, notwendig zur Theorie, aber zur Theorie des Jenseits, zur Religion [...]“

Bereits 1842 in mehreren Briefen an Arnold Ruge kritisierte Marx allerdings Feuerbachs Form der Kritik, für den Religion nur auf persönlichen Erfahrungen wie Tod, Sterblichkeit und dem Verlangen nach Liebe beruhe. Marx führte Religion stattdessen auf die politischen Zustände der Gesellschaft zurück.
In der Veröffentlichung von 1844 erklärte er die feuerbachsche Kritik der Religion für Deutschland als „im wesentlichen beendigt“ und führte aus:

„Das Fundament der irreligiösen Kritik ist: Der Mensch macht die Religion, die Religion macht nicht den Menschen. Und zwar ist die Religion das Selbstbewusstsein und das Selbstgefühl des Menschen, der sich selbst entweder noch nicht erworben, oder schon wieder verloren hat. Aber der Mensch, das ist kein abstraktes, außer der Welt hockendes Wesen. Der Mensch, das ist die Welt des Menschen, Staat, Societät. Dieser Staat, diese Societät produzieren die Religion, ein verkehrtes Weltbewusstsein, weil sie eine verkehrte Welt sind. Die Religion ist die allgemeine Theorie dieser Welt, ihr encyklopädisches Compendium, ihre Logik in populärer Form, ihr spiritualistischer Point-d’honneur, ihr Enthusiasmus, ihre moralische Sanktion, ihre feierliche Ergänzung, ihr allgemeiner Trost- und Rechtfertigungsgrund. Sie ist die phantastische Verwirklichung des menschlichen Wesens, weil das menschliche Wesen keine wahre Wirklichkeit besitzt. Der Kampf gegen die Religion ist also mittelbar der Kampf gegen jene Welt, deren geistiges Aroma die Religion ist.
Das religiöse Elend ist in einem der Ausdruck des wirklichen Elendes und in einem die Protestation gegen das wirkliche Elend. Die Religion ist der Seufzer der bedrängten Kreatur, das Gemüth einer herzlosen Welt, wie sie der Geist geistloser Zustände ist. Sie ist das Opium des Volks.
Die Aufhebung der Religion als des illusorischen Glücks des Volkes ist die Forderung seines wirklichen Glücks. Die Forderung, die Illusionen über seinen Zustand aufzugeben, ist die Forderung, einen Zustand aufzugeben, der der Illusionen bedarf. Die Kritik der Religion ist also im Keim die Kritik des Jammerthales, dessen Heiligenschein die Religion ist.“

Ausführlich stellte Marx seine Einstellung zur Religion dar in Zur Judenfrage, welche 1844 im gleichen Heft der Deutsch-Französischen Jahrbücher als Erwiderung auf Bruno Bauer erschien. In noch grundsätzlicherer, nicht nur die Religion, sondern auch die Philosophie selbst betreffender Form verfasste Marx seine Kritik 1845 in den zu Lebzeiten unveröffentlichten Thesen über Feuerbach.

## Herkunft
Religion wurde seit dem 17. Jahrhundert als Priesterbetrug kritisiert, so durch Herbert von Cherbury. In schärferer Form behauptete Anthony Collins um die Wende zum 18. Jahrhundert, dass in der Religion nur Betrug herrsche, und beeinflusste mit seinen Schriften die französische Aufklärung. Für Julien Offray de La Mettrie garantiert nur der Atheismus das Wohlergehen der Menschheit, weil Glaubenskriege verhindert werden. Nach Claude Adrien Helvétius ist Religion das eingebildete Interesse der betrogenen Völker, blind bleiben zu wollen. Nach Paul Henri Thiry d’Holbach zerstört ein Atheist die „dem Menschengeschlecht schädlichen Hirngespinste“. Für Voltaire sind Religionsstifter Betrüger um der Herrschaft willen, andererseits sichere der Glaube an Gott den Bestand der menschlichen Gesellschaft. Ernster genommen als während der Aufklärung wurde die gleichwohl zwiespältige gesellschaftliche Ordnungsfunktion der Religion nach den Erfahrungen des Terrors der antikirchlichen französischen Revolution. So überliefert Pierre-Joseph Proudhon den Ausspruch seines Onkels: „Die Religion ist so notwendig für den Menschen wie das Brot, sie ist ihm so verderblich wie das Gift.“
Mit politischem Bezug erschien eine ähnliche Aussage bereits 1797 als „Dieses Opium, das du deinem Volk gibst“ (französisch „C'est de l'opium que tu fais prendre à ton peuple“) im Roman Juliette von Marquis de Sade. Damit erklärt Juliette dem König Ferdinand die Konsequenzen seiner Politik, die das Volk zu Ignoranz statt veränderndem Handeln anhält. In Jean-Jacques Rousseaus Roman Julie ou la Nouvelle Héloise von 1761 wird der Mann der Titelheldin mit der Einschätzung zitiert, die religiöse Andacht sei „für die Seele eine Art von Opium. Mäßig gebraucht, erheitert, beseelt und stärkt sie; ein zu starkes Maaß schläfert ein, macht wütend, oder tödtet gar.“
Das Opium als Mittel zur scheinbar angenehmen Betäubung rückte ins öffentliche europäische Bewusstsein durch die Ereignisse in China, gegen das England von 1839 bis 1842 den Ersten Opiumkrieg führte. Ein weiterer Grund für die Bekanntheit des Opiums war neben dem Opiumkrieg die medizinische Anwendung. So wurde in der Chirurgie 1846 die Narkose für sämtliche statt wie zuvor nur für große Operationen eingeführt.
Den Gedanken, dass Religion berauschen kann und soll, hat Helmut Gollwitzer bis zu Holbach zurückverfolgen können. Als „narkotisch“ bezeichnete Johann Wolfgang von Goethe in einer Rezension die gesammelten Predigten von Friedrich Wilhelm Krummacher. Friedrich Engels, Marx’ Weggefährte, berichtete 1839 in seinen Briefen aus dem Wuppertal von der Religion und dem Branntwein als den gängigen Rauschmitteln. Als Adjektiv verband nachweislich erstmals Bruno Bauer „opiumartig“ mit Religion. Moses Hess verwendete 1843 Opium, Religion und Branntwein in einem gemeinsamen Zusammenhang.
Marx übernahm seine Formulierung in der Einleitung zu Kritik der Hegelschen Rechtsphilosophie 1844 möglicherweise von Heinrich Heine, den er 1843 kennengelernt hatte. Heine hatte 1840 eine Denkschrift für Ludwig Börne veröffentlicht, in der es sarkastisch heißt: „Heil einer Religion, die dem leidenden Menschengeschlecht in den bittern Kelch einige süße, einschläfernde Tropfen goss, geistiges Opium, einige Tropfen Liebe, Hoffnung und Glauben!“. Marx und Heine lasen die gleichen religionskritischen Autoren, neben Hess und Bauer auch Feuerbach oder Hegel. Vor ihnen brachten u. a. schon Kant und Herder Religion(sausübung) und Opium gedanklich zusammen.

## Spätere Verwendung
Der Ausdruck ist, auch in der Form als „Opium fürs Volk“, bis in die Gegenwart häufig wiedergegeben worden. Wladimir Iljitsch Lenin interpretierte den Ausspruch „Opium des Volkes“ als den Kern marxistischer Religionskritik und formuliert:

„Die Ohnmacht der ausgebeuteten Klassen im Kampf gegen die Ausbeuter erzeugt ebenso unvermeidlich den Glauben an ein besseres Leben im Jenseits, wie die Ohnmacht des Wilden im Kampf mit der Natur den Glauben an Götter, Teufel, Wunder usw. erzeugt. Denjenigen, der sein Leben lang arbeitet und Not leidet, lehrt die Religion Demut und Langmut hienieden und vertröstet ihn mit der Hoffnung auf himmlischen Lohn. Diejenigen aber, die von fremder Arbeit leben, lehrt die Religion Wohltätigkeit hienieden, womit sie ihnen eine recht billige Rechtfertigung ihres ganzen Ausbeuterdaseins anbietet und Eintrittskarten für die himmlische Seligkeit zu erschwinglichen Preisen verkauft. Die Religion ist das Opium des Volks. Die Religion ist eine Art geistigen Fusels, in dem die Sklaven des Kapitals ihr Menschenantlitz und ihre Ansprüche auf ein halbwegs menschenwürdiges Leben ersäufen.“

Der Ausspruch ist mittlerweile ein geflügeltes Wort und wird und wurde auch in anderen Zusammenhängen als nur mit Religion verwendet. Jedoch verwenden auch Religionskritiker diesen Ausspruch, selbst wenn sie keine Anhänger Marx’ sind oder sogar dem Kommunismus ablehnend gegenüberstehen.